# Hugh Howey
Hugh C. Howey is een Amerikaanse auteur van sciencefictionboeken. Hij is vooral bekend van de Silo-serie. 

## Biografie
Hij heeft in zijn leven veel gereisd en veel verschillende baantjes gehad en altijd in zijn vrije tijd sciencefiction geschreven.. Hij heeft zijn boeken in eigen beheer uitgegeven, na het grote succes zijn ze ook uitgegeven door een grote uitgever. De ebookrechten heeft hij wel zelf behouden. Hij woont in Jupiter in de staat Florida met zijn gezin.